# アガルタ (アルバム)
『アガルタ』（Agharta）は、アメリカ合衆国のジャズ・ミュージシャン、マイルス・デイヴィスの2枚組ライブ・アルバム。

## 解説
本作録音時デイヴィスは48歳で、ジャズ・コミュニティの多くを遠ざける一方、過激なエレクトリック・フュージョン・ミュージックで若いロック・オーディエンスを惹きつけていた。彼はさまざまなラインナップを試みた後、1973年に安定したライブ・バンドを結成し、その後2年間、健康悪化による身体的苦痛と薬物乱用による感情的不安定にもかかわらず精力的にツアーを行なっていた。デイヴィスは3週間の日本ツアー中、2月1日に大阪フェスティバルホールで2回コンサートを行ない、昼の公演が『アガルタ』、夜の公演が翌年に『パンゲア』としてリリースされた。
このコンサートでデイヴィスはセプテットを率いていた。サクソフォニストのソニー・フォーチュン、ベーシストのマイケル・ヘンダーソン、ギタリストのピート・コージーは、リズムセクション——ドラマーのアル・フォスター、ギタリストのレジー・ルーカスおよびパーカッショニストのジェームズ・エムトゥーメ——からのリフ、電子エフェクト、クロスビートとファンク・グルーヴの濃密な背景に対して即興演奏を行なうためのスペースを与えられた。デイヴィスは、手と頭のジェスチャー、ワウワウを通したトランペットで演奏されたフレーズ、付随する電子オルガンからのドローンによってリズムと音楽の方向性をコントロールした。パフォーマンスの発展性は、それが構成上の基盤がないという広範な誤解を招くとともに、その暗く怒りに満ちた陰うつな音楽性は、そのときのミュージシャンの感情や精神的な状態の反映と見られていた。
『アガルタ』は1975年8月、CBS・ソニーにより、デイヴィスのさらなる健康悪化と疲労による一時的引退の直前に最初に日本でリリースされた。アルバムタイトルはレコード・レーベルの提案で伝説の地下都市にちなんで名づけられた。デイヴィスは日本のアーティスト、横尾忠則に協力を求め、東洋の地下神話やアフロフューチャリズムからインスピレーションを得た先進文明の都市景観を描いたアートワークがデザインされた。1976年のコロムビア・レコードによる北米リリースには別のカバーが制作された。
激しい議論を呼び起こしたレコード、『アガルタ』は、デイヴィスのジャズ・オーディエンスへのさらなる挑戦で、同時代の批評家によって広範に酷評された。評論家は音楽の不調和を見いだし、コージーのラウドなギター・サウンドやデイヴィスの希薄なトランペット演奏に不満を訴えた。それは後年、積極的に再評価され、若い世代のミュージシャンはバンドの耳障りな音楽やカタルシスを生む演奏、とりわけコージーのエフェクター満載のフリー・インプロヴィゼーションの影響を受けた。『アガルタ』は、重要なジャズ・ロック・レコード、劇的でダイナミックなグループ・パフォーマンス、そして1960年代後半から1970年代半ばにかけてのデイヴィスのエレクトリック期の頂点と考えられるようになった。

## 背景

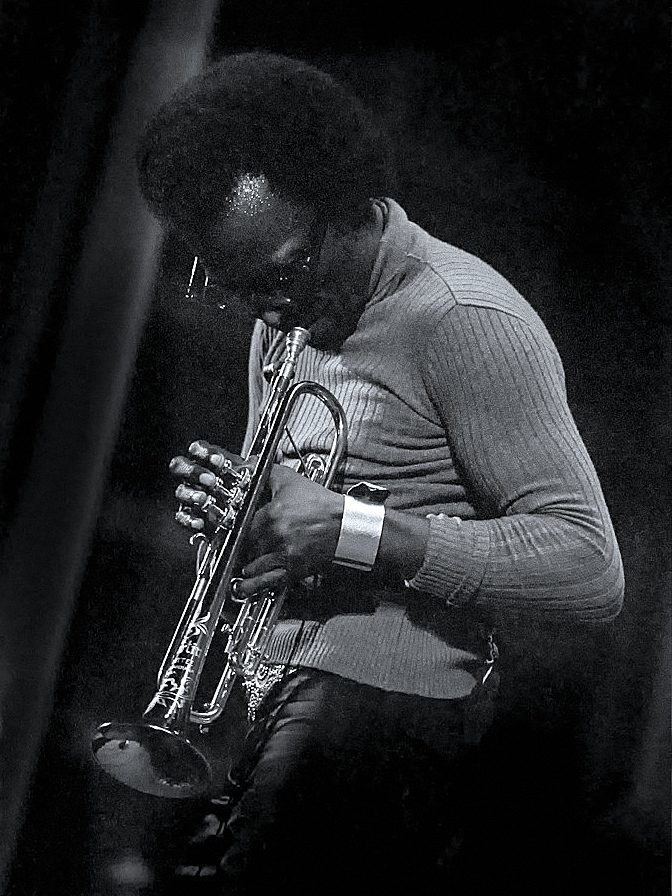
マイルス・デイヴィス（1971年）

1970年代初頭、マイルス・デイヴィスは1950年代と1960年代に彼を知らしめたジャズ・ミュージックとは根本的に異なる方向性を模索し続けていた。彼のキャリアにおいて、このエレクトリック期の音楽は、ロック、ファンク、アフリカのリズム、新しい電子音楽技術、そしてエレクトリック楽器を演奏するミュージシャンの絶えず変化するラインナップの実験を行なっていた。デイヴィスは、迎合主義と非難するジャズ・シーンの古いオーディエンス、ミュージシャン、批評家を遠ざける一方、彼のフュージョン・ミュージックはより過激で抽象的になり若いオーディエンスを惹きつけた。1972年のアルバム『オン・ザ・コーナー』のあと、スタジオでは散発的、偶発的にしか作業を行なわず、ライブ演奏にさらに集中するようになり、1974年には1969年から1974年のあいだにつくった音源を収録した『ビッグ・ファン』と『ゲット・アップ・ウィズ・イット』をリリースした。1973年までにデイヴィスはバンドのラインナップの大部分、ベーシストのマイケル・ヘンダーソン、ギタリストのピート・コージーとレジー・ルーカス、ドラマーのアル・フォスター、パーカッショニストのジェームズ・エムトゥーメ、およびサクソフォニストのデイヴ・リーブマンから成るセプテットを編成し、リーブマンが1974年にグループを去るとソニー・フォーチュンに交替した。コージー、ヘンダーソンとフォーチュンがソリストとして即興演奏を行なうためのスペースを与えられる一方、ルーカス、フォスターとエムトゥーメはバンドのリズムセクションとして機能した。彼らのコンサート——しばしばロック会場とフェスティバルで演奏した——は、デイヴィスと彼のサイドマンに新しい音楽的アイディアと電子機器の活用方法を試す機会となった。
デイヴィスは、鎌状赤血球症による関節痛、1972年の自動車事故でひどく痛めた足首、そして10年前に手術を受けた左臀部の骨粗鬆症が引き起こす激しい身体的苦痛や歩行困難に耐えながら、2年間絶え間なくツアーを行なった。とりわけトランペット演奏の際にしばしば息切れさせた喉頭の声帯結節も発症していた。痛みを紛らわすため鎮痛剤、コカイン、モルヒネによる自己治療にますます依存するようになり、アルコールと気晴らしの薬物使用の併用は感情の起伏を激しくし、傷つきやすさと敵意が交替した。1974年終わりの、『ダウン・ビート』誌による読者投票の不本意な結果は、デイヴィスの名声が低下したことを強調していた。中傷者や個人的トラブルにも動ぜず、厳しいツアーのスケジュールをこなしていた。「彼は砦を見やる将軍のようだった。そこには濠があり、我々はその砦に乗り込むつもりだった」。のちにヘンダーソンは言った。「それがバンドの姿勢だった。批評家の言うことなんぞくそくらえだ。人々は、自分が好むものを好きになるだろうが、嫌いであっても尊重はするべきだ。 自分がやることをする権利を尊重すべきだ。好まれようとそうされまいと、我々はいずれにしろそれをやるということだ」。

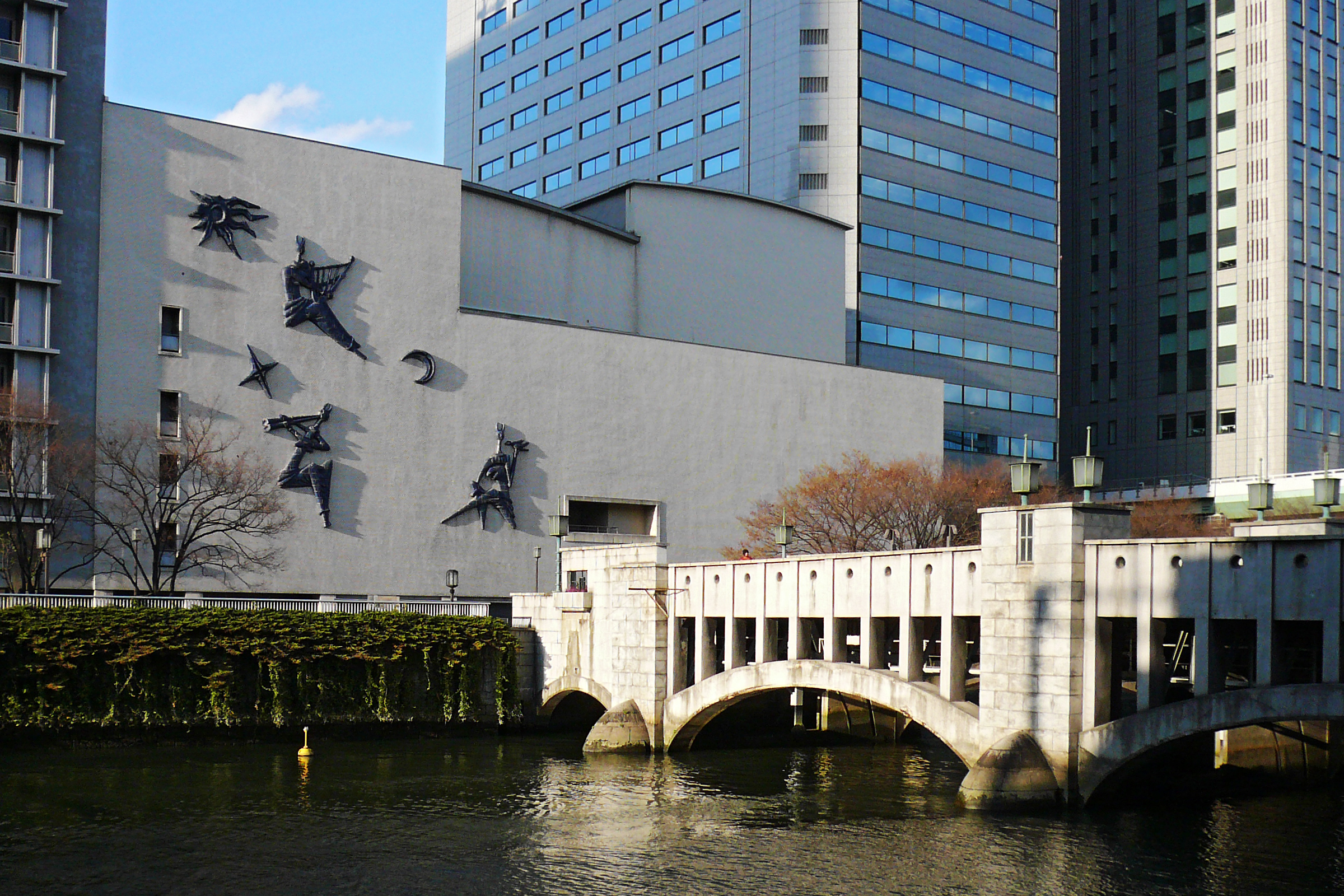
『アガルタ』が録音された大阪フェスティバルホール（左中央）

1975年、48歳のデイヴィスは3週間の日本ツアーに乗り出し、1月22日から2月8日まで大規模なホールで14のコンサートを行ない、大勢のオーディエンスと熱狂的な評判を得た。日本の批評家、高田敬三は、「デューク・エリントンに自身のオーケストラがあったように、デイヴィスは「壮大でエネルギッシュな」バンドを率いている」と述べた。「マイルスは、マネージメントと隠れた才能を引き出す、まさに天才であるに違いない」。ツアー中、デイヴィスは肺炎にかかり出血性潰瘍が悪化していたが、ときには不意に股関節が外れることもあった。足の痛みのためにトランペットのボリュームとエフェクトペダルを操作することができず、パフォーマンス中に膝を下ろして手で押すことになった。 痛みを和らげ、演奏を行なうために、デイヴィスはコデインとモルヒネを使用し、煙草を吸い、大量のハイネケンビールを飲んだ。2月1日に大阪のフェスティバルホールで行なったように、何度か一日2回のコンサートを行うことができた。「日本人は、非常に美しかった」とヘンダーソンはコンサートを思い起こした。「スーツとネクタイでやって来たんだ。で、我々は100万台のアンプで連中を吹っ飛ばし続けた」。
演奏はデイヴィスの15年来のプロデューサー、テオ・マセロの監督のもと、日本のCBS・ソニー・レーベルによって録音された。のちに『ミュージシャン』誌に「日本人は、とくにスペイシーなものを残すことを私に望んでいた」と語ったように、マセロは以前のエレクトリック・アルバムとは異なり、録音に編集や継ぎ接ぎを行なうことを避けた。これらは2つの2枚組アルバムとしてリリースされた。『アガルタ』は、昼のコンサートを収め1975年8月最初に日本で、その後1976年に北米でリリースされた。夜の公演は1976年に日本で『パンゲア』として出された。

## 楽曲と演奏

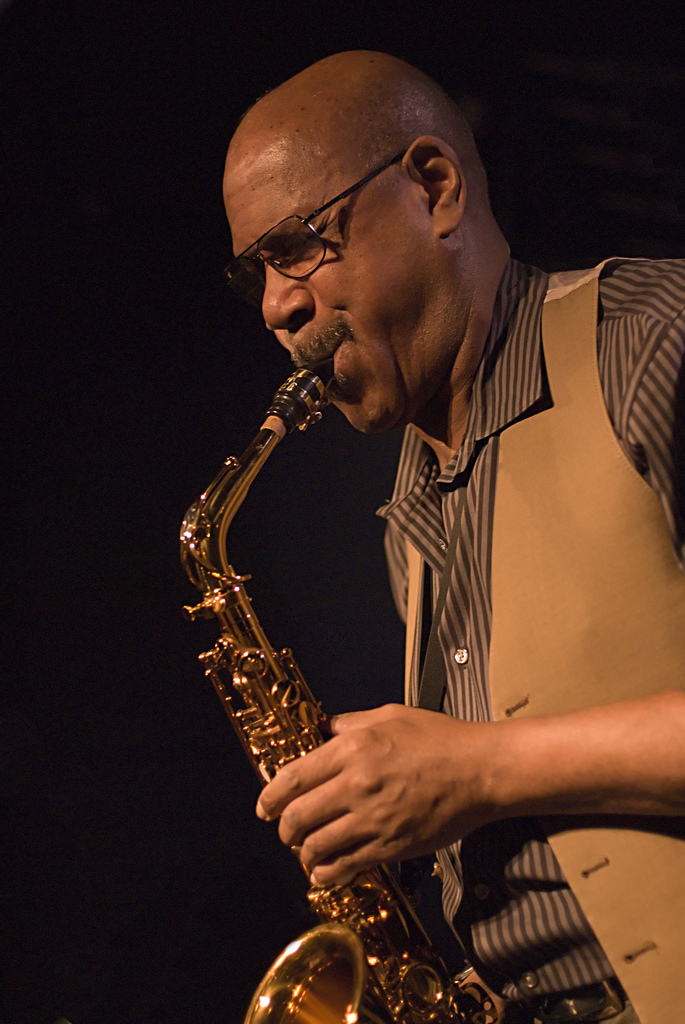
ソニー・フォーチュン（2007年撮影）の『アガルタ』におけるソロは、「恐るべきリズムの密度を浮かび上がらせ、私的幻想にさまよう長く優雅なブレイクを入れる」とミケル・ギルモアに表現された。

昼のコンサートの2つのセットの最初に、デイヴィスのセプテットは「タートゥー」（"Tatu"）、「アガルタへのプレリュード」（"Agharta Prelude"）、および（『ゲット・アップ・ウィズ・イット』より）「メイーシャ」（"Maiysha"）を演奏し、『アガルタ』の1枚目の音楽ディスクを構成した。（デイヴィスの1971年のアルバム『ジャック・ジョンソン』より）「ライト・オフ」（"Right Off"）、（『ビッグ・ファン』より）「イーフェ」（"Ife"）、および「ウィーリー」（ "Wili (= For Dave)"）の2つ目のセットのパフォーマンスが2枚目のディスクを占め、「ライト・オフ」と「イーフェ」のあいだのパートでは、ヘンダーソンがオスティナートし始めたあと、バンドは41秒のあいだ（デイヴィスの1959年のアルバム『カインド・オブ・ブルー』から）「ソー・ホワット」にもとづくパッセージで即興演奏を行なった。曲はメドレーで演奏され、レコードでは「アガルタへのプレリュード」（"Prelude"）や「インタールード」（"Interlude"）といった一般的なトラックタイトルが付けられた。デイヴィスは批評家やその他のリスナーが、しばしば抽象的な楽曲分析に耽溺して音楽の本質的な意味を見落としたと感じていたので、1970年代のその他のライブのリリース同様、個々の楽曲をトラックリストに明示するのを拒否した。「私は何もしない、それは説明を必要としない」、デイヴィスはのちにレナード・フェザーに語った。音楽学者は、デイヴィスの研究者エンリコ・マーリン（Enrico Merlin）が「符号化フレーズ」と呼んだものを調べることで曲を識別することができた。デイヴィスはトランペットやオルガンで一つのセグメントの終わりを示し、次のセクションに向かって演奏した。彼は1959年に「フラメンコ・スケッチ」（"Flamenco Sketches"）の録音で、そのようなキュー（きっかけ）と転調を最初に使用したとマーリンは述べた。
『アガルタ』に収められた曲は、グループの典型的なセットリストの一部だったが、それぞれのパフォーマンスは、コンサートからコンサートでほとんど見分けがつかないほど変化することがあった。これはトラック名とともに、音楽がほとんど、あるいは完全に即興演奏であり、不統一であるという広範な誤解をもたらした。ルーカスは、このバンドが「非常に明確な構成上の基盤」で各パフォーマンスを開始し、高度に構造化されていながら「非常に自由な方法」でそれを発展させたと説明した。「ライト・オフ」セグメントは、オリジナルの録音のEフラットのリフから即興演奏された。デイヴィスはバンドに曲の中で数分間、各メンバーが異なる拍子記号で演奏しながら、単一のコード周りで変奏する演奏をさせた。フォスターがコモンタイム（4分の4拍子）、エムトーメが複合2拍子や7拍子である一方、ギタリストはまったく別のテンポでコンピング（伴奏）している可能性があった。「そいつが我々がこのワンコードでやったややこしいことだ」とデイヴィスは言った。ルーカスの観点から見ると、このような「構造化された即興演奏」は、リズムセクションとのあいだに重要な相互作用をもたらし、バンドに「我々が一緒に進めているあいだ曲全体で即興演奏すること、ソロで演奏されていた単なるノート（音）よりはるかに多く」即興演奏することを可能にした。。
『アガルタ』は、セプテットを披露したほかの2つのアルバム、『パンゲア』や『ダーク・メイガス』のように、アミリ・バラカがデイヴィスのミニマリズムに対する親和性と表現したことを明らかにした。彼は、ソリストが終始即興演奏を行なうための背景として、リフ、クロスリズムとファンク・グルーヴを選び、旋律的、和声的な慣例を放棄した。デイヴィスは彼のキャリアを通して抑制された楽曲を好んだが、1970年代中ごろは、アフロセントリックな政治に触発された、よりディープなリズムへの傾倒を示した。エムトゥーメとコージーがバンドに加わると、ライブの音楽はその「ヨーロッパ的感覚」の大部分を失ない、個々のソロよりもリズムとドラムスを強調した「ディープなアフリカもの、ディープなアフリカ系アメリカ人のグルーヴに定着した」とデイヴィスは言った。しかしながら彼はメロディーを完全に拒否したわけではなかった。「我々はアフリカにいるのでも、単なるチャントを演奏するのでもない。我々がすることには、いくらかの理屈がある」。サイモン・レイノルズは『アガルタ』をジャズ・ロックのレコードに分類し、この音楽は「ロックの3つのもっとも過激な側面、すなわち空間、音色、グルーヴの劇的な強化を提示した」と『ワイヤー』に書いた。マーサ・ベールズの見解では、ジャズからはフリー・インプロヴィゼーションの要素のみが、そしてロックからはエレクトロニクスと「耳出血させる音量」の使用においてのみが引き出された。また、このアルバムはデイヴィスのアヴァンギャルド・ミュージックな衝動やアンビエント・サウンドの探究も披露している。グレッグ・テートによれば、セプテットは「アヴァンギャルド・ミュージックの汎民族的な網」をつくり出した。一方、『Sputnikmusic』のエルナン・M・キャンベル（Hernan M. Campbell）は、とくにレコードの後半において「プログレッシヴなアンビエンス」を探求していると言い、『モジョ』のフィル・アレクサンダー（Phil Alexander）は、『アガルタ』を「アンビエントながら激烈、旋律的ながら煥発なことの両方」を特徴づけ、カールハインツ・シュトックハウゼンの電子実験を示唆した。
コンサートのあいだデイヴィスは、頭や手の身振りによってバンド、とくにリズムセクションに、およそ50の停止やブレイクを指示した。これらの停止は、パフォーマンスのテンション・アンド・リリース構造における劇的な分岐点として用いられ、テンポの変更や、バンドが静かなパッセージと強烈なクライマックスを行き来することを可能にした。デイヴィスは、ヤマハのオルガンからドローンを打ち寄せるパフォーマンスも差し挟み、ミケル・ギルモアが音楽の「気分を決定した」と考えた、「奇妙な、ほとんどひねくれた存在」に到達した。ルーカスは言った。デイヴィスは、無調、ディソナント・コード（不協和音）、そしてグループのファンク・リズムに対応した自身のビバップ・トランペット演奏など、それまでのジャズ演奏のキャリアで発展させてきたダイナミクスへの感覚を、しかしより強力なコントラストの装いで応用した。「極端なテクスチャーと極端な音量は」、ルーカスが説明した。「コントラストのあるコードやリズム構造と同じように音楽の広がりの中の多くを占めた。完全なロックバンドのように装備され、我々は文字通り壁を吹き飛ばした」。「タートゥー」と「アガルタへのプレリュード」セグメントのあいだで、テンポをシフトさせるためにデイヴィスは、不協和で耳障りなオルガンの音型を演奏することにより何度か突然セプテットを停止させて開始させ、コージーに奇抜でサイケデリックな音型やエフェクトを発生させるためのスペースを与えた。コージーが初めてデイヴィスのバンドに加わったとき、「タートゥー」の主要テーマはより遅いテンポで演奏されていたが、彼らの成長につれ、とりわけ日本ツアーのころには、より速く演奏していた。コージーは、デイヴィスが演奏によってソリストに「思考やアイデアを伝える」才能があると評した。

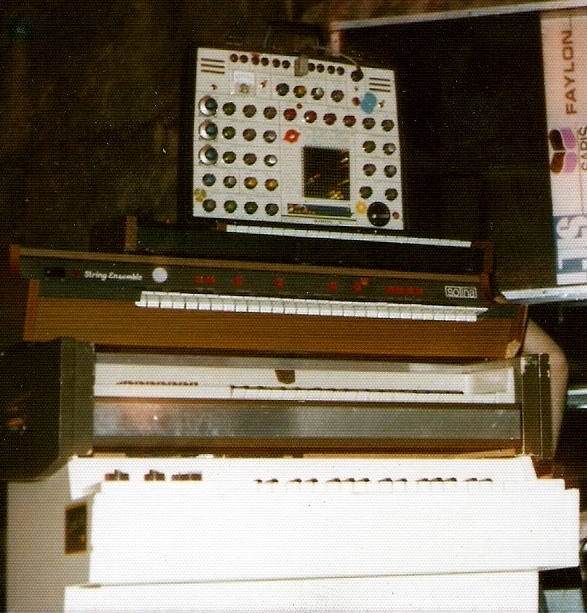
ピート・コージーはコンサートを通して即興演奏のエフェクターとしてEMS Synthi A（キーボードの上に映っている）を使用した。

ときおり音楽のリズムの方向性は、繰り返し唸りをあげ、きしみを立てるサウンドなど、高密度に織りをなすパーカッシヴで電子的なエフェクトに埋め尽くされ、中断された。コージーは、リングモジュレーターとEMS Synthi Aでギターを動かし、これらのサウンドをつくり出した。後者の機器は、ノブとボタンを備えた初期のシンセサイザーで、キーボードはなく、正確なピッチというよりは抽象的なノイズとメロディーを生み出すのに有益だった。彼はそれぞれのパフォーマンス中、特定のサウンドスケープ（音風景）、「宇宙にいるのか、水中にいるのか、アフリカ人のグループが演奏しているのかといった、まったく異なるサウンドスケープ」を提示するためにそれを使用した。ステージ上には、ムビラ、クラベス、アゴゴベル、その他のいくつかのハンドパーカッション楽器が用意されたテーブルもあり、異なった停止やブレイクを指示するために、演奏したりマレットで叩いたりした。「まるで［ボクシングの］戦いでもするみたいにぶっ叩いた！」とコージーは思い起こした。彼のシンセサイザーは、ときに「イーフェ」セグメントのように、エムトーメがドラムマシンから生成することができた実験的なサウンドと相互作用した。デイヴィスは、日本ツアーのスポンサーであるヤマハから受け取った楽器をエムトーメに渡し、「それでできることを見てくれ」と伝えた。エムトーメはリズムをつくり出すというより、いくつかの異なるペダルやMu-Tron Bi-Phaseのようなフェイズシフターを使ってドラムマシンを処理し、彼が言うところの「トータル・タペストリー」なサウンドをつくり出した。
デイヴィスの以前の録音とは異なり、『アガルタ』の全体を通してカデンツァは、そのほとんどがフォーチュンとコージーによって演奏された。フォーチュンはソプラノとアルトのサクソフォンとフルートを持ち替え、ギルモアが『至上の愛』（1965年）期のジョン・コルトレーンに負うところが非常に多いと考えた「内容と構成」で演奏した。彼はレコード2枚目の「推進的な」セグメントの口火を開く「ライト・オフ」で最長のアルト・サクソフォン・ソロを演奏し、ギルモアは「夢で列車に乗って飛んでいるような、魅惑的で幻想的な、夢の中の一瞬で過ぎ去る窓の風景」と述べた。コージーはギルド・S-100エレクトリック・ギターを演奏し、『アガルタ』の即興演奏では半音階、不協和音、フィードバックを重視した。彼は、ギターサウンドを歪めるためのファズボックスや、ソロのあいだ使用したり、よりメロウなトーンで演奏するときの2つの異なるワウペダルなど、パーカッション楽器のテーブルの下に設置されたいくつかのエフェクトペダルを交互に使用した。コージーはしばしばギター弦をフレットボード上の違う位置に張り、スタンダード・チューニングでは決して演奏しなかった。少なくとも36の異なるチューニング・システムを用い、それぞれが彼の演奏スタイルとサウンドを変化させた。『プレミアギター』からツヴィ・グルキンによれば、彼の実験的なギター演奏はブルースに根ざしていたが、とりわけフィードバックのコントロールにおいて、攻撃的で「痛烈」ながら「どこか抑制的な」フレージング・センスを示した。
デイヴィスはコージーに、エレクトリック・ブルースとジミ・ヘンドリックスのサウンドから音楽をしつらえるよう求めた。ディストーションの使用やEフラット・チューニングをコージーは共有した。チャールズ・シャー・マリーによれば、彼はこのギタリストに鳴り響くフリー・ジャズの影響を受けたソロを想起させ、一方、ルーカスは、ヘンドリックスのより叙情的なリズム・アンド・ブルース曲のように演奏した。『アガルタ』でコージーのギターは左音響信号、ルーカスは右に分離された。ジャズ学者のスチュアート・ニコルソン（Stuart Nicholson）は、デイヴィスは彼のギタリストを、ヘンドリックスが自分の音楽で探求した「ハーモニック・ディストーション（高調波歪）の波」を実現するのにあたり活用した、と書いた。マリーの考えでは、このアルバムはデイヴィスへの彼の影響をほかのレコードよりも明瞭に訴えており、ニコルソンは、彼らが一緒に録音したかもしれない音楽への「近似値にもっとも近い」と評した。デイヴィスはトランペットで、簡潔で表現力豊かなソロから非感傷的な嘆きに向かった。それは、彼がまだ1970年のヘンドリックスの死を悼んでいたことを示唆しているとマレーは推測した。その年デイヴィスは、ヘンドリックスがギターで達成したレジスター（声区）の向こうを張ってトランペットにワウペダルを付けて演奏し始めていた。コンサートのときまでに、デイヴィスはフィリップ・フリーマン（Philip Freeman）が、「『アガルタ』で聞かれる新しいトーン、揺れ動き、かすかに光るサウンドのリボン」と表現したものを開発していた。彼のワウワウ処理されたソロは、しばしば狂おしくかつメランコリックに聞こえ、「むき出しの痛みの捻じれた流れ」のようだった。
コンサートを通してデイヴィスのトランペット演奏は希薄で、しばしばリズムセクションに覆い隠されて聞こえた。彼の『アガルタ』における存在は、ジョン・スウェドが「音楽家の晩年の作品の感覚とたたずまい、創作者の死に先立つ自我のない音楽」と呼んだことを反映していた。テオドール・アドルノのルートヴィヒ・ヴァン・ベートーヴェンの後期作品の解説を引用してスウェドは述べた。「作品への音楽家の不在は、死すべき運命に従うということである。あたかもマイルスが、過去30年間に立ち会った恐怖と喜び両方のすべてを証言しているかのようだった」。ルーカスの、この公演、最初で唯一のソロが「イーフェ」セグメントを盛り上げたあと、デイヴィスは、いくつかのオルガン・コード、最高潮に達するコージーの最後のソロ、そしてポール・ティンゲンが素朴で内省的と特徴づけたデイヴィスのトランペット・パッセージで「ウィーリー」を披露した。彼によれば、一般にライブ音楽の公演は、最後のクライマックスに到達する方向で展開するが、デイヴィスのコンサートは「しばしばエントロピーの中へと溶解した」。『アガルタ』においては、ティンゲンは言った。「ウィーリー」のエネルギーの欠けらがレコードのフェードアウトへと「ゆっくりと消え去る」ことで、「深い悲しみ」が音楽の上を覆った。日本のCDエディションでは、9分以上の幽玄（アトモスフェリック）なフィードバック、パーカッションとシンセサイザーのサウンドで終了した。 ティンゲンは、2番目のコンサートのときまでにバンドのエネルギーレベルは大幅に低下しており、デイヴィスはとくに不在に聞こえる、と書いた。エムトーメは「彼はその晩、具合が悪くなり、エネルギーの違いを聞くことができる」と思い起こした。

## タイトルとパッケージング
『アガルタ』のタイトルは、地下のユートピア都市を引き合いにCBS・ソニーによって提案された。この街の伝説は、地球空洞説についてのさまざまな東洋版の中の一つで、もともと古代の上位文化が地表に存在していたが、何らかの政治的あるいは地質学的危機のために地下へ逃れることを強いられたと唱えていた。神話はこの都市を神の力の源として描写し、その住民が大変動の出来事ののち、物質主義と破壊的テクノロジーから地球を救う、非常に精神的で高度な存在と主張した。エチオピア（古代エティオピア）の支配者によって統治された土地として、19世紀のフランス人思想家ルイ・ジャコリオによって最初に考案され、のちにアレクサンドル・サン＝ティーヴ・ダルヴェードルはそれを、「天空の単一な光彩と音による放射で、人種すべての目に見える区別をかき消し、視覚と聴覚の通常概念から一意に取り除く」と表現した。
アルバムのアートワークは日本のアーティスト、横尾忠則によってデザインされたもので、彼はフェスティバルホールのコンサートの1年前に、アガルタとシャンバラの神話的王国をテーマとしたシルクスクリーン版画を制作していた。彼によるカルロス・サンタナの1974年のアルバム『ロータスの伝説』のアートワークは、そのようなテーマを扱っていた。1970年代の初め、横尾は日本での人気の高まりから距離を置いて米国へ移り、そこで彼の作品のより多くを出版することができた。日本への帰国後、彼の作品を目にしたデイヴィスから『アガルタ』のレコードのカバー製作を求める電話を受けた。カバーをデザインするにあたり、横尾はコンサートの準備テープを聴いて瞑想し、レイモンド・バーナードの1969年に出版された『地球空洞説』を読んで熟考した。バーナードは地球の中心にある巨大な洞窟に街が存在している、と書いていたが、「アガルタはアトランティスのように海の下に沈んでいるか、失われた街エルドラドのようにジャングルに隠されてさえいるかもしれない」と考えた、と横尾は言った。彼はまた、ほかの東洋の地下神話や、アフロフューチャリズムの要素をデザインに取り入れた。結局アルバムのパッケージを目にした批評家は、代わりに当時人気の幻覚剤にインスパイアされたと考えた。
フロントカバーは摩天楼の巨大な景色と、アガルタの力の表現として都市景観から立ち上がる赤く強烈な太陽の光のような炎で先進文明を描いた。横尾は以前の作品と同様のコラージュ、エアブラシ、絵画のテクニックに加え、タヒチやニューヨークへの旅行で集めた絵はがきを組み合わせて使用した。フロントカバーの街並みは、彼の絵はがきの1枚から取られた。バックカバーは、水に沈み珊瑚礁にはめ込まれた都市と、都市から上がって漂うダイバー、魚、イカを表現した。グラフィックデザイナーのストーム・ソーガソンとオーブリー・パウエルによれば、横尾はアガルタとアトランティスの関係を示唆するためにクラゲ、珊瑚礁、鮮やかな色の魚の群れを描いた。バックカバーのイラストの前景は爬虫類の生き物が描かれていた。文化研究の研究者ダグマー・バックウォルド（Dagmar Buchwald）はこのイメージを、本土が大洪水によって破壊されたのち、地表下へ逃れることを強いられた高度な文明が存在したという、地球の先史時代の神話の大陸レムリアについての同様のアイデアの引喩と解釈した。
バックカバーには、アガルタの上方からのスポットライトの中を上昇、下降いずれかを行なうUFOも表現された。アルバム内側のパッケージには、街の入り口と秘密のトンネルを守るアガルタ・スーパーマンなる翼のある超人のイメージが描かれていた。オリジナルLPの見開きスリーブの記載は、UFOとアガルタ・スーパーマンとの関係を説明した。「歴史上のさまざまな時代のあいだ、アガルタのスーパーマンは平和に共存することや、戦争、大災害や破壊から我々を救う方法を人類に教えるために地表にやって来た。広島爆撃直後の、いくつかの空飛ぶ円盤の明白な目撃例は、ある訪問を意味するかもしれない」。
『アガルタ』の1976年の北米リリースはアートワークが異なっており、デイヴィスの米国レーベル、コロムビア・レコードのアートディレクター、ジョン・バーグによってデザインされた。そのライナーノーツの記載は、レコードを可能な限り大きな音量で聴くことを求めており、また、デイヴィスには編曲がクレジットされていた。リリース後、マセロはコロムビアの経理部門から、編曲につき2,500ドルの報酬を受け取るデイヴィスについて苦情を受けた。その主張によれば、音楽のどれもが編曲されているようには聞こえないというのだった。

## 受容と遺産
| 専門家による回顧的レビュー          | 専門家による回顧的レビュー |
| レビュー・スコア                    | レビュー・スコア           |
| 出典                                | 評価                       |
| ----------------------------------- | -------------------------- |
| All Music Guide to Jazz             | [ 31 ]                     |
| Christgau's Record Guide            | A                          |
| Down Beat                           | [ 73 ]                     |
| Encyclopedia of Popular Music       | [ 74 ]                     |
| MusicHound Jazz                     | 5/5                        |
| The Penguin Guide to Jazz           | [ 76 ]                     |
| The Rolling Stone Album Guide       | [ 77 ]                     |
| The Rolling Stone Jazz Record Guide | [ 78 ]                     |
| Sputnikmusic                        | 4.5/5                      |

『アガルタ』は当初批評家に酷評され、1970年代のデイヴィスの2枚組アルバムでもっとも広範に批判された。『ストレンジャー』のデイヴ・シーガル（Dave Segal）によれば、これまででもっとも議論を呼ぶレコードの一つで、1975年のルー・リードのアルバム『メタル・マシン・ミュージック』同様、批評家とアーティストのコア・オーディエンスの両方への非常な挑戦だった。『ニューヨーク・タイムズ』のロバート・パーマーは、長時間にわたる「ずさんなワン・コード・ジャム」、支離滅裂なサウンド、そして非の打ちどころのない日本のエンジニアリングで明らかにされた陳腐な品質によって台なしになった、と書いた。彼はデイヴィスのワウペダルの使用がフレーズ・ノートに対する彼の才能を妨げており、セプテットは「ロックの基準では」粗末に聞こえ、とくにコージーの過剰増幅された「騒々しい機械工場のような騒音と轟音」ギターは、ルーカスをバックグラウンドのリフへと追いやった、と不満を述べた。『ジャズ・フォーラム』の批評家アンジェイ・トシャコフスキは、フォーチュンはしばしば完璧なソロを見せながらデイヴィス、ルーカス、コージーのギターやシンセサイザー・エフェクターのパフォーマンスに無意味な荒々しさを見いだして非難する、このレコードで唯一のジャズ・ミュージシャンのように見えたと述べた。トシャコフスキの見解では、個々のセグメントは全体としてまとまっておらず、ウィット、ハーモニー、テイストに欠けていたというギタリストの陳腐な「ロックの表現法」で、さらに妨げられた。デイヴィスの伝記作家、イアン・カーは、トランペットがくたびれて力無げで、バンドの激しいリズムと一本調子にノイジーなギターには場違いに感じられ、全体に音楽が「過剰なリズムと不十分な構成という意味で非西洋文化的すぎる」とした。
『ヴィレッジ・ヴォイス』ではゲイリー・ギディンズが、憤り否定的な『アガルタ』のレビューを書き、デイヴィスを、まことに「嘆かわしい」レコードで彼の音楽的存在を主張することに失敗したと非難した。それが出版されると数日後、大きな綿棒と工業用の金たわしでいっぱいの小包に「次回マイルス・デイヴィスをレビューするなら頭をすっかり掃除しな」と読めるカードが届けられた。ギディンズはメッセージを却下したのだが、そのドラマ、絶え間ない緊張、そしてキャリア最高と認めたフォーチュンとコージーの演奏の要素を再評価し、『アガルタ』をデイヴィスのエレクトリック期でもっとも好むアルバムの一つとするようになった。「その音楽は、魔法使い自身の務めを反映し損なうことは一瞬たりともない」とギディンズはのちに述べた。『ボストン・グローブ』からネイサン・コブ（Nathan Cobb）は、1976年にレコードに好意的な評論を行ない、それを「極めて広大な」リズムの基盤、そして「電子ジャズ・ロックの未知の水域を通じて他をリードする」デイヴィスによる「70年代のある種の火災旋風」と呼んだ。『ダウン・ビート』ではギルモアが述べた。バンドはサイド1と3の猛烈なスピードのセグメントで最高のパフォーマンスを行なった。そこでのコージーの凶暴な即興演奏は、デイヴィスの悲しげなトランペットの演奏で補われた感のあるより遅いパッセージでは不足していた、「驚くほどエモーショナルな次元を達成した」。レスター・バングスは、『アガルタ』を断定的に評価するのは難し過ぎたものの、当時リリースされたほとんどの他の音楽よりも魅力的であることを見いだした。彼は『フォノグラフ・レコード』で、デイヴィスの新しい音楽は、かつての明るい「エモーショナルな才能」が「強大な、恐らく耐え難い苦しみ」で打ち砕かれた彼の心の産物だったが、「それをのり越えた魂」は決して破壊されることなく、興味深いことに「自身の暗い寒さの中でユニークにより明るく輝くばかりで、残るのは、ただの宇宙だけである」と書いた。

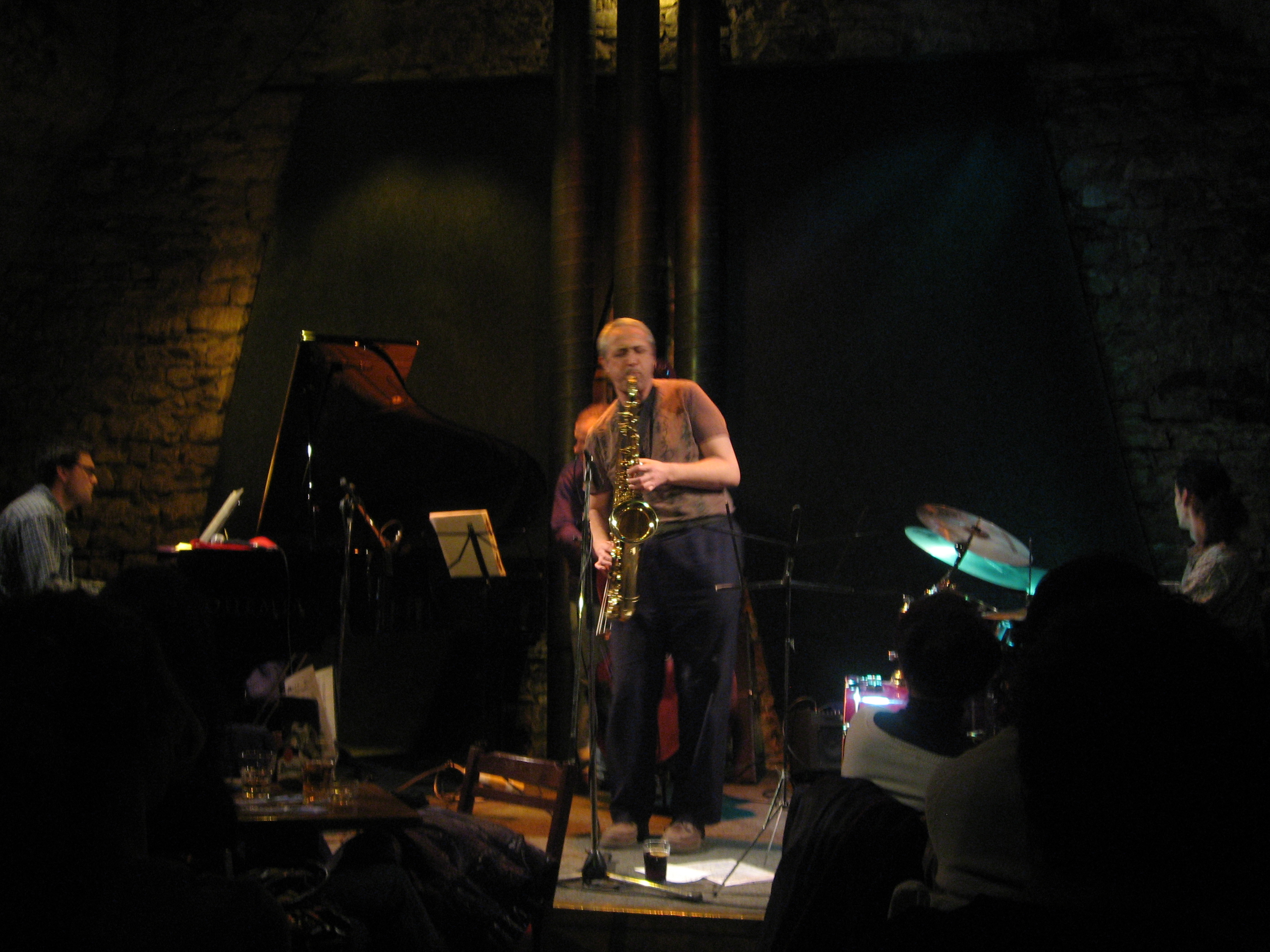
2008年、プラハのアガルタ・ジャズ・セントラムにおけるチェコのジャズ・グループ。会場はこのアルバムにちなんで名づけられた。

コンサート自体は大阪のオーディエンスから熱狂的に受け入れられた。「［彼らが］何をするつもりか分からなかった」。ヘンダーソンは思い起こした。「彼らは我々に、コンサートとほぼ同じ長さのスタンディング・オヴェーションを与えたんだ」。日本から帰国したデイヴィスは再び体調を崩し、3か月間入院した。彼はバンドとさらにいくつかの公演やスタジオ・セッションを行なったが、健康は悪化した。1975年9月5日のセントラル・パークでの彼らの最後の公演は、デイヴィスが痛みを訴え始めてステージを離れ、突然終了した。彼はまもなく身体的、精神的、創造的な疲労を挙げて引退し、そののち数年間を隠遁者として暮らし、うつ病の発作やさらなる治療にしばしば苦しんだ。『アガルタ』はこの時期に批評家によって積極的に評価され、1980年にはデイヴィスは音楽の録音に復帰した。1970年代に追求した方向性を放棄し、1991年の死まで、はるかに旋律的でオーディエンスに取っ付きやすいフュージョンのスタイルで演奏した。彼の死の翌日プラハのヴァーツラフ広場では、このアルバムに名を取ったアガルタ・ジャズ・セントラム（AghaRTA Jazz Centrum）という小さなジャズ・クラブがオープンした。そこでは、夜毎のパフォーマンスの招へいや、地元や国際的な出演者の演奏による年次フェスティバルを開催している。その年の1月、『アガルタ』はコロムビアにより、サウンドとミックスの品質においてオリジナルLPより劣るとティンゲンがみなしたリマスターのCDで米国リイシューされた。のちにソニーは、スーパービットマッピングを使用してサウンドを改善したデイヴィスのリイシュー・キャンペーンやマスター・サウンド・シリーズの一部として、再びリマスターを行なった。このリマスターは2009年に初めて米国で入手可能となった。それはソニー・レガシーよりリリースされたボックスセット、『マイルス・デイビス・コンプリート・コロンビア・アルバム・コレクション全集』の一部で、『アガルタ』はミニLPレプリカ・スリーブでリイシューされた52のアルバムのうちの一つだった。
『アガルタ』は多くの批評家に、デイヴィスの1973〜1975年のバンドを記録したアルバムのうち最高のものであったと回顧的に評価された。ティンゲンにとって、それはミュージシャンのエレクトリックな探求の「高原」を表していた。バンドに絶え間ない相互作用のための余裕を与えたため、『ダーク・メイガス』よりもさまざまな肌合い、リズム、音色、ムードを備えた「有機的で流動的な品質」を示した。デイヴィスの伝記作家、ジャック・チェンバースは、彼のほかのエレクトリック・アルバムのほとんどよりも、はるかに優れていることを立証したと考えた。「メイーシャ」と「ジャック・ジョンソン」のセグメントは、デイヴィスがコントロールを失ったと多くが考えた音楽的な力の、魔法のような集中をもたらした」とチェンバースは書いた。1970年代のコンサート・レコーディングを顧みてJ・D・コンシダインは、『アガルタ』の「大胆に交錯する詩的で催眠的で耳障りな」音楽が時間の経過にもっとも耐えたと主張した。デイヴィスのワウワウの使用は、かつては実験の失敗として頻繁に否定されたが、リチャード・クックとブライアン・モートンは『ペンギン・ジャズ・ガイド』（2006年）に、エフェクトペダルは、実際には、彼がアルバムで驚くほど冒険的な演奏を達成するのを助け、「調和的な静的ラインで満ち引きをつくり出し、マイルスがシングル・ノートで巨大なメリスマ的変奏を構成することを可能にした」と書いた。クックは、それをデイヴィスの最高の作品のなかでも『ビッチェズ・ブリュー』（1970年）で探求し始めた音楽の頂点とした。彼の見解では、「雄大な」サウンドと規模を有するだけでなく、『アガルタ』は「偉大なバンド・レコード」であり、「デイヴィスは、たとえ細部を伝えるだけの貢献であったとしても、メンバーから並はずれたパフォーマンスを引き出すきっかけを与えた」。ロバート・クリストガウは、『ジャック・ジョンソン』以来の最高の音楽とそれを見ていた。「怒り、分断され、ファンキーな」レコードは、セプテットのヴィルトゥオーソ的なパフォーマンス、とりわけフォスターの「天真爛漫なチョップ・ショー」とフォーチュンの木管楽器演奏の上に築かれており、彼はこの10年のデイヴィスのアルバムの中で最高とみなした。ヘンリー・カイザーは『アガルタ』をジャズのエレクトリック時代の最高のアンサンブル・パフォーマンスと呼び、『ミュージックハウンド』（1998年）に執筆したスティーヴ・ホルチェ（Steve Holtje）は、「砕ける美の瞬間と魂を引き裂く熱情」を刻むためにアルバムの「ヒーローたち」を指揮するデイヴィスと評した。
デイヴィスの余り知られていないレコードの一つにもかかわらず、『アガルタ』はギタリストのロバート・クワインやトム・ヴァーレインらイギリスのジャズ、ニュー・ウェーブ、パンク・ロックのアーティストに影響を与えた彼のキャリアの期間に属していた。それは精緻な楽器法や構成ではなく、カタルシスを与える演奏に焦点を当てる世代のミュージシャンに影響を与えた。クワインは、とくにコージーのエレクトリック・ギターのサウンドに魅了された。1977年にクワインのヴォイドイズとのパフォーマンスに立ち会ったバングスは、「彼は『アガルタ』から盗んでいる！ そしてそれを使っている！」と主張した。ほかの著述家は、コージーのこのアルバムでの演奏の質と独創性をのちに賞賛し、ギターの熟達とコントラストの基準として見ている。『ダウン・ビート』の批評家、ビル・ミルコウスキー（Bill Milkowski）は、「「病気」ギター奏法派をまるまる大量に産み出した」彼の散漫なスタイルを評価し、フォスター、ヘンダーソン、そしてルーカスのシンコペーションされたグルーヴの組み合わせは、スティーヴ・コールマンとグレッグ・オズビーのM-Baseの実験に10年先行したと述べた。ティンゲンは、コージーのソロが驚くほど啓発的で時代に先んじていたと数十年後聞こえることを発見した。「ときにうなり、檻に入れられたトラのように四隅を走り回り、ときに鳥のように舞い上がり、ときにひどく抽象的で、ときにエレガントに旋律的で優しく、彼のエレクトリック・ギターのコンセプトは、この楽器でもっともオリジナルな考案の一つである」。クリストガウの見解では、「彼がサイド1の後半のためにつくったノイズは、「ジャズ」「ロック」の文脈でこれまで聴かれたもっとも偉大なフリー・インプロヴィゼーションの一部をなしている」。
ニコルソンによれば、『アガルタ』やトニー・ウィリアムス・ライフタイムの『エマージェンシー!』（1970年）を始めとするその他のジャズ・ロックの録音は、このジャンルが「全く新しい音楽言語……それまでに先立つあらゆるサウンドや慣習とはまったく別物の、完全に独立したジャンル」へ向かって進んでいたことを示唆した。この展開は1980年代のジャズの商業化に伴い衰退したのだが、『アガルタ』は1990年代を通して、とりわけエクスペリメンタル・ロックのジャンルのアーティストに重要かつ影響力のあるレコードとして残った、と彼は述べた。『オン・ザ・コーナー』とともに、ビースティ・ボーイズの1994年のヒップホップ・アルバム『イル・コミュニケーション』にも大きな影響を与えた。1998年、作曲家でバンドリーダーのデイヴィッド・サンフォードは、プリンストン大学で創作の博士課程の学生として『アガルタ』に関する学位論文を完成させた。その中で彼は、このアルバムは、ジャズが「それ自身を進化あるいは現代化するため」に、どのようにさまざまな外部の影響を活用したかを証明したと論じた。数年後のインタビューでサンフォードは、それは「ジャズの周縁」であり、それ以来ほかのほとんどの音楽が探求していないところへ行った重要な作品だったと発言した。『オールミュージック・ジャズ・ガイド』（2002年）でトム・ジュレックは、このアルバムは議論の余地なく「これまででもっとも偉大なエレクトリック・ファンクロック・ジャズのレコード」と評価し、録音された音楽の規範として『アガルタ』に及ぶものはない」と断言した。

## トラックリスト

### 1975年日本2枚組LP
| 『アガルタの凱旋』（Agharta） | 『アガルタの凱旋』（Agharta）            | 『アガルタの凱旋』（Agharta） | 『アガルタの凱旋』（Agharta） |
| ----------------------------- | ---------------------------------------- | ----------------------------- | ----------------------------- |
| Record1 Side A                |                                          |                               |                               |
| 1.                            | 「アガルタへのプレリュード（パートI）」  | "Prelude (Part I)"            | 22:34                         |
| Record1 Side B                |                                          |                               |                               |
| 2.                            | 「アガルタへのプレリュード（パートII）」 | "Prelude (Part II)"           | 23:01                         |
| 3.                            | 「麗しのマイシャ」                       | "Maiysha"                     | 23:01                         |
| Record2 Side A                |                                          |                               |                               |
| 4.                            | 「インタールード」                       | "Interlude"                   | 26:17                         |
| Record2 Side B                |                                          |                               |                               |
| 5.                            | 「“ジャック・ジョンソン”のテーマ」       | "Theme from Jack Johnson"     | 25:59                         |

| Agharta | Agharta                   | Agharta |
| ------- | ------------------------- | ------- |
| Desk 1  |                           |         |
| 1.      | "Prelude (Part One)"      | 22:37   |
| 2.      | "Prelude (Part Two)"      | 10:31   |
| 3.      | "Maiysha"                 | 12:20   |
| Desk 2  |                           |         |
| 4.      | "Interlude"               | 26:50   |
| 5.      | "Theme from Jack Johnson" | 25:16   |

| 『アガルタ』（Agharta） | 『アガルタ』（Agharta）                             | 『アガルタ』（Agharta）              | 『アガルタ』（Agharta） |
| ----------------------- | --------------------------------------------------- | ------------------------------------ | ----------------------- |
| Desk 1                  |                                                     |                                      |                         |
| 1.                      | 「アガルタへのプレリュード」                        | "Prelude"                            | 32:33                   |
| 2.                      | 「マイシャ」                                        | "Maiysha"                            | 13:10                   |
| Desk 2                  |                                                     |                                      |                         |
| 3.                      | 「インタールード 〜“ジャック・ジョンソン”のテーマ」 | "Interlude /Theme from Jack Johnson" | 60:48                   |

### トラックノート
- 全トラックに作曲者としてマイルス・デイヴィスがクレジットされた[109]。
- ポール・ティンゲンによれば、マスター・サウンド・エディションには注記された時間から演奏された以下の楽曲が付されている[112]。

トラック1 - 「タートゥー」（0:00）、「アガルタへのプレリュード」（22:01）
トラック3 - 「ライト・オフ」（0:00）、「ソー・ファット」（16:42）、「イーフェ」（17:23）、「ウィーリー」（43:11）
- イアン・カーの『マイルス・デイビス物語』（Miles Davis: A Biography）（1982年）添付のブライアン・プリーストリー（英語版）によるディスコグラフィによれば、トラックタイトル「インタールード」と「ジャック・ジョンソンのテーマ」は、『アガルタ』の全エディションのディスクラベルのトラックリストおよびライナーノーツで逆になっており、「ジャック・ジョンソンのテーマ」はレコード2のサイドA、「インタールード」は同じくサイドBを指すはずだった[113]。

## パーソネル
クレジットの内容、順序はアルバムのジャケット表記による（ライナーノーツの執筆者を付加）。

### ミュージシャン
- マイルス・デイヴィス – トランペット、オルガン
- ソニー・フォーチュン – アルト・サクソフォン、ソプラノ・サクソフォン、フルート
- マイケル・ヘンダーソン – フェンダーベース
- ピート・コージー（英語版） – ギター、シンセサイザー、パーカッション
- アル・フォスター – ドラムス
- レジー・ルーカス – ギター
- ジェームズ・エムトゥーメ – コンガ、パーカッション、ウォータードラム（英語版）、リズムボックス

### プロダクション
- テオ・マセロ（英語版） – プロダクション
- 鈴木智雄 – エンジニアリング
- 笠井満 – アシスタント・エンジニアリング
- 天野高章 – アシスタント・エンジニアリング
- CSIのメンバー – アシスタント・エンジニアリング
- 内藤忠行 – 写真
- 安斉重夫 – 写真
- 横尾忠則 – アートワーク
- 中村慶一 – CBS・ソニー・プロダクション・ディレクション
- 読売新聞社 - 協力
- ヤマハ - 協力
- 児山紀芳 – ライナーノーツ
- 半村良 – ライナーノーツ

北米版
- ジョン・バーグ（英語版） – アートワーク
- エレナ・パヴロフ（Elena Pavlov） – カバーアート
- デヴィッド・ガー（英語版） - バックカバー写真

## チャート
|        | チャート | チャート         | 最高順位 |
| ------ | -------- | ---------------- | -------- |
| 1976年 | アメリカ | アルバム         | 168      |
| 1976年 | アメリカ | ジャズ・アルバム | 016      |
| 1976年 | イタリア | ジャズ・アルバム | 04       |
| 2006年 | 日本     | アルバム         | 243      |